# Liste du patrimoine culturel immatériel de l'humanité au Kazakhstan
Cet article recense les pratiques inscrites au patrimoine culturel immatériel au Kazakhstan.

## Statistiques
Le Kazakhstan ratifie la convention pour la sauvegarde du patrimoine culturel immatériel le 28 décembre 2011. La première pratique protégée est inscrite en 2014.
En 2024, le Kazakhstan compte 14 éléments inscrits au patrimoine culturel immatériel, tous sur la liste représentative.

## Listes

### Liste représentative
Les éléments suivants sont inscrits sur la liste représentative du patrimoine culturel immatériel de l'humanité :
| Élément | Type | Subdivision | Année | Lien  | Notes | Illus. |
| --- | --- | ----------- | ----- | ----- | --- | ------ |
| Connaissances et savoir-faire traditionnels liés à la fabrication des yourtes kirghizes et kazakhes (habitat nomade des peuples turciques) | savoir-faire liés à l’artisanat traditionnel |             | 2014  | 00998 | Partagé avec le Kirghizistan |        |
| L'art traditionnel kazakh du dombra kuï | arts du spectacle |             | 2014  | 00996 | |        |
| L'aitysh/aitys, art de l'improvisation | traditions et expressions orales pratiques sociales, rituels et événements festifs arts du spectacle                                                                                         |             | 2015  | 00997 | Partagé avec le Kirghizistan |        |
| La fauconnerie, un patrimoine humain vivant                                                                                                | connaissances et pratiques concernant la nature et l’univers |             | 2016  | 01708 | Partagé avec l'Allemagne, l'Arabie saoudite, l'Autriche, la Belgique, la Corée du Sud, la Croatie, les Émirats arabes unis, l'Espagne, la France, la Hongrie, l'Irlande, l'Italie, le Kirghizistan, le Maroc, la Mongolie, le Pakistan, les Pays-Bas, la Pologne, le Portugal, le Qatar, la Syrie et la Tchéquie |        |
| La culture de la fabrication et du partage de pain plat Lavash, Katyrma, Jupka, Yufka                                                      | pratiques sociales, rituels et événements festifs |             | 2016  | 01181 | Partagé avec l'Azerbaïdjan, l'Iran, le Kirghizistan et la Turquie |        |
| Nawrouz, Novruz, Nowrouz, Nowrouz, Nawrouz, Nauryz, Nooruz, Nowruz, Navruz, Nevruz, Nowruz, Navruz                                         | pratiques sociales, rituels et événements festifs |             | 2016  | 02097 | Partagé avec l'Afghanistan, l'Azerbaïdjan, l'Inde, l'Irak, l'Iran, le Kirghizistan, l'Ouzbékistan, le Pakistan, le Tadjikistan, le Turkménistan et la Turquie Étendu en 2024 à la Mongolie |        |
| Le koures au Kazakhstan | pratiques sociales, rituels et événements festifs arts du spectacle |             | 2016  | 01085 | |        |
| Les jeux traditionnels d'assyks au Kazakhstan                                                                                              | pratiques sociales, rituels et événements festifs |             | 2017  | 01086 | |        |
| Héritage de Dede Qorqud/Korkyt Ata/Dede Korkut : la culture, les légendes populaires et la musique liées à cette épopée                    | arts du spectacle pratiques sociales, rituels et événements festifs traditions et expressions orales                                                                                         |             | 2018  | 01399 | Partagé avec l'Azerbaïdjan et la Turquie |        |
| Les rites festifs traditionnels printaniers des éleveurs de chevaux kazakhs                                                                | connaissances et pratiques concernant la nature et l’univers pratiques sociales, rituels et événements festifs                                                                               | Terisakkan  | 2018  | 01402 | |        |
| Le jeu traditionnel d’intelligence et de stratégie: Togyzqumalaq, Toguz Korgool, Mangala/Göçürme                                           | traditions et expressions orales pratiques sociales, rituels et événements festifs connaissances et pratiques concernant la nature et l’univers savoir-faire liés à l’artisanat traditionnel |             | 2020  | 01597 | Partagé avec le Kirghizistan et la Turquie |        |
| L'ortéké (kk), un art du spectacle traditionnel au Kazakhstan : danse, marionnettes et musique                                             | arts du spectacle savoir-faire liés à l’artisanat traditionnel |             | 2022  | 01878 | |        |
| La tradition du récit des anecdotes de Nasreddin Hodja / Molla Nesreddin / Molla Ependi / Apendi / Afendi Kozhanasyr / Nasriddin Afandi    | traditions et expressions orales pratiques sociales, rituels et événements festifs |             | 2022  | 01705 | Partagé avec l'Azerbaïdjan, le Kirghizistan, l'Ouzbékistan, le Tadjikistan, le Turkménistan et la Turquie |        |
| Betashar (en), rituel traditionnel de mariage                                                                                              | pratiques sociales, rituels et événements festifs |             | 2024  | 01746 | |        |

### Patrimoine immatériel nécessitant une sauvegarde urgente
Le Kazakhstan ne compte aucun élément listé sur la liste du patrimoine immatériel nécessitant une sauvegarde urgente.

### Registre des meilleures pratiques de sauvegarde
Le Kazakhstan ne compte aucune pratique listée au registre des meilleures pratiques de sauvegarde.